# Jerico (société de production)
Pour les articles homonymes, voir Jéricho (homonymie).
Jerico est une société de production cinématographique française. Elle a été fondée en  2008 par Éric Jehelmann, qui en est actuellement le président. Il a été rejoint en 2012 par Philippe Rousselet,.

## Filmographie partielle
- 2008 : Pour elle de Fred Cavayé
- 2009 : La Chance de ma vie de Nicolas Cuche
- 2014 : La Famille Bélier d'Éric Lartigau
- 2014 : À toute épreuve d'Antoine Blossier
- 2014 : Prêt à tout de Nicolas Cuche
- 2014 : West Coast de Benjamin Weill
- 2016 : Radin ! de Fred Cavayé
- 2017 : Money de Gela Babluani
- 2017 : La Promesse de l'aube d'Éric Barbier
- 2020 : Petit Pays d'Éric Barbier
- 2021 : On est fait pour s'entendre de Pascal Elbé
- 2022 : La chambre des merveilles de Lisa Azuelos
- 2024 : Prodigieuses de Frédéric et Valentin Potier